# Донецький проектно-конструкторський технологічний інститут
Донецький проектно-конструкторський технологічний інститут — заснований у 1965 р. Станом на 2003 р. — відкрите акціонерне товариство.

## Напрямки діяльності
Основні наукові напрямки:
- технічне переобладнання машинобудівних та ремонтних заводів вугільного машинобудування;
- розробка та впровадження прогресивних технологічних процесів, засобів механізації та автоматизації, технологій термообробки та спеціальних зміцнювальних технологій, гальванопокриттів, порошкової металургії;
- розробка, виготовлення та впровадження мийних установок для деталей гідравліки гірничошахтного обладнання;
- розробка, виготовлення та впровадження універсальних загартувальних верстатів для деталей гірничошахтного обладнання (типу валів та шестерень);
- розробка, виготовлення та впровадження прокатних станів для виробництва спецпрофілів з листової сталі товщиною 0,5-4,0 мм.